# Three Peak Mountain Snowflake

Simbolo Three Peak Mountain Snowflake.

Il simbolo Three Peak Mountain Snowflake o 3PMSF, o catena montuosa a 3 picchi con fiocco di neve, certifica che uno pneumatico per automobili è uno pneumatico invernale o adatto per la guida in condizioni invernali. Come suggerisce il nome, il simbolo raffigura un fiocco di neve all'interno di una montagna con tre cime.
In molti paesi l'utilizzo di pneumatici con il simbolo 3PMSF è obbligatorio durante i mesi invernali, soprattutto in zone montuose o con climi rigidi.
Contrariamente al marchio "M+S" (Mud and Snow), che si basa solamente sulla geometria del battistrada e non offre alcuna garanzia di prestazioni, il simbolo del fiocco di neve nella montagna indica che lo pneumatico ha superato un test di soglia minima di trazione in accelerazione su neve leggera.
Nel 1999 la US Tire Manufacturers Association (USTMA) e la Rubber Association of Canada (RAC) concordarono uno standard basato sulle prestazioni per identificare quali pneumatici per autovetture e camion leggeri raggiungessero, durante i test di trazione su neve compatta dell'American Society for Testing and Materials, un indice di trazione pari o superiore a 110 (per lo pneumatico di riferimento da 14") o 112 (pneumatico di riferimento da 16"), rispetto allo pneumatico di riferimento con indice di trazione pari a 100.
La Commissione economica per l'Europa nel 2016 ha codificato i riferimenti per l'attribuzione del 3PMSF nella norma UNECE R117:  rispetto allo pneumatico standard di riferimento per le prove, gli pneumatici devono frenare sulla neve in spazi più brevi di almeno il 7% o, in alternativa, accelerare il 10% più rapidamente.
Lo standard ha lo scopo di aiutare gli automobilisti a identificare facilmente gli pneumatici che offrono un livello di trazione sulla neve più elevato, contrassegnati con il simbolo del fiocco di neve a tre cime.
Il test misura solo la trazione in accelerazione di uno pneumatico su neve mediamente compatta, ma non valuta la frenata o la sterzata su neve, né la trazione su ghiaccio: questo comporta che tutti gli pneumatici invernali riportino il simbolo 3PMSF, ma che non tutti gli pneumatici con il simbolo 3PMSF siano invernali, poiché il test dell'ASTM non misura le altre performance nell'uso invernale. Sebbene i test abbiano dimostrato che gli pneumatici con il simbolo 3PMSF generalmente superino i prodotti M+S in frenata e in curva in condizioni invernali, il simbolo in sé non è una garanzia di ciò.